# فيليس تشيسلر
فيليس تشيسلر (بالإنجليزية: Phyllis Chesler)‏ (و. 1940  م) هي عالمة نفس، ومعالجة نفسية، ومؤلفة، وأستاذة جامعية، وكاتِبة أمريكية، ولدت في الولايات المتحدة.

## التعليم
تعلمت في كلية بارد.

## روابط خارجية
- فيليس تشيسلر على موقع IMDb (الإنجليزية)